# 今井恒雄
今井 恒雄（いまい つねお）は、日本の数理工学者。京都情報大学院大学教授。

## 略歴
- 京都大学工学部卒、同大学院修士課程修了（数理工学専攻）萩原宏研究室、工学修士
- 富士通株式会社システム本部主席部長
- 株式会社富士通ラーニングメディア取締役
- 日本e-Learning学会副会長
- 2004年 京都情報大学院大学教授

## 主要な研究論文
- “ソフトウェア設計の基本（その1） ―データエントリ―”，1991年9月 情報処理学会第43回全国大会 今井恒雄，1992年3月 情報処理学会第44回全国大会
- “ソフトウェア設計の基本（その2） ―現場担当者主導のシステム開発―”
- “ソフトウェア設計の基本（その4） ―ファイル設計―”， 1992年9月 情報処理学会第45回全国大会
- “ソフトウェア設計の基本（その5） ―部品の考え方―”， 1993年3月 情報処理学会第46回全国大会
- “誰にでもは出来ないOA化から誰にでも出来るOA化へ ― 何故誰にでもは出来ないか―”， 1993年9月 情報処理学会第47回全国大会
- “誰にでもはできないOA化から誰にでもできるOA化へ（その2） ―OA化の考え方とその教育―”， 1994年3月 情報処理学会第48回全国大会
- “誰にでもはできないOA化から誰にでもできるOA化へ（その4） ―誰にでもできるための訓練法―”，1994年9月 情報処理学会第49回全国大会
- “誰にでもはできないOA化から誰にでもできるOA化へ（その5）　―データ入力の問題点と解決法―”，情報処理学会第50回全国大会，pp.256-257，1995
- “対面授業とオンデマンド授業のLMSによる効果比較”，日本e-learning学会 2005年学術講演会

## 著書
- 『あなたが作るトータルファッション』2006年8月 恒星社厚生閣
- 『英語落語・日本語落語で生き生き人生！』2005年7月 恒星社厚生閣
- 『英語落語・日本語落語大集合』 2004年8月 恒星社厚生閣
- 『英会話，ついでに英語の読み・書きも！』2003年3月 恒星社厚生閣
- 『英字新聞を読んでみよう！』2002年7月 恒星社厚生閣
- 『システム設計入門』1993年7月 恒星社厚生閣
- 『ファイル処理入門』1990年4月 恒星社厚生閣
- 『データベース構築の理論と実際』1985年1月 コロナ社